# 하야마 다쿠미
하야마 다쿠미(일본어: 羽山 拓巳, 1978년 5월 20일 ~ )는 일본의 전 축구 선수이다.

## 구단 경력
과거 도쿄 베르디, 베갈타 센다이에서 활동하였다.